# Berger Allee (Düsseldorf)
Die Berger Allee ist eine Straße im Stadtteil Carlstadt der nordrhein-westfälischen Landeshauptstadt Düsseldorf. Vorläufer der Allee war ein Weg und spätere Straße, die ursprünglich von der im Südwesten der Stadt gelegenen „Berger Pforte“ zu den im Süden vor der Stadtbefestigung liegenden Siedlungen Bilk, Hamm sowie Volmerswerth führte. Diese Siedlungen waren bereits zu Ende des Mittelalters Bestandteil von Düsseldorf.

## Name und Lage
Der Name der Berger Allee bezieht sich nicht auf das ehemalige Stadttor „Berger Tor“. Die Bezeichnung, sowohl von Tor wie auch von der Allee, waren auf einen „Berger Hof“ zurückzuführen, der im Süden vor der Stadt gelegen hatte. In einem Schriftstück von 1408 wurde dieser Hof erwähnt. Der „Hof“ gehörte zum Landgut „Die zwei Berge“, das in der Gründungsurkunde von 1288 für die Stadt Düsseldorf angeführt worden war. Die Allee liegt zwischen dem Rheinufer mit der Promenade „Mannesmannufer“ und dem Spee’schen Graben. Die Allee beginnt im Norden als Fortsetzung der Citadellstraße an der Bäckerstraße und endet im Süden am Horionplatz.

## Geschichte
Der Beginn eines ursprünglichen Weges, der später zu einer Straße ausgebaut wurde und der am südwestlichen Stadttor begann, wurde im Laufe der Jahrhunderte sowohl der Lage des Stadttores wie auch der Stadtbefestigung angepasst. Letztere wurde häufiger erweitert und umgebaut, weil die Lage der Straße diesen Veränderungen entsprechen musste. Bis etwa Mitte des 16. Jahrhunderts begann die Straße an der „Berger Pforte“, die am Südende der innerstädtischen Berger Straße lag. Nach der Errichtung des neuen und deutlich südlicher liegenden Berger Tores um 1620 mit der Fertigstellung der „Citadelle“ war die Straße die südliche Fortsetzung der Citadellstraße. Der Umbau der Straße zu einer Allee erfolgte mit Beginn der Bebauung der südlichen Gebiete vor dem alten Stadtbereich und der Umgestaltung des Spee’schen Grabens ab den 1830er Jahren. Für die erste Bepflanzung der Allee waren Pappeln verwendet worden. 18 dieser inzwischen morschen Bäume wurden Mitte der 1880er Jahre durch 22 Linden ersetzt.
Die Errichtung von Häusern an der Allee begann erst um den Beginn der 1850er Jahre. In einem Adressbuch von 1850 wurde unter Hausnummer 1288 (die spätere Nr. 2) bereits ein bewohntes Haus im Bereich der Straße „Carlsthor“ auf der Berger Allee angeführt. 1859 waren auf der Ostseite (Grabenseite) nur ab der Querstraße „Carlstor“ die Grundstücke Nr. 2 bis 8 mit Häusern bebaut, während die restlichen Grundstücke bis zur Haroldstraße Nr. 10 bis 16 noch unbebaut waren. Auf der Westseite (Rheinseite) standen auf den Grundstücken bis zur Neusser Straße Nr. 29 nur auf Nr. 1 (Am Berger Tor) und Nr. 15 (Bereich Haroldstraße) bewohnte Häuser. Auf den anderen Grundstücken, deren Eigentümer überwiegend die Stadt war, lagen Lagerplätze. Weiterhin hatten auf Nr. 5 und Nr. 15 Kohlehändler und auf Nr. 19 ein Baustoffhändler ihre Lager.
1870 hatte sich die Bebauung gegenüber 1859 nicht viel verändert. Die Ostseite der Allee ab Carlsthor bis Haroldstraße war komplett bebaut. Auf der Westseite hatten auch auf den Grundstücken Nr. 1 und Nr. 11 weitere Kohlehändler ihre Lager. Nr. 15 war in ein Lager für Eisenwaren umgeändert worden. Wohnhäuser waren auch auf den Grundstücken Nr. 5, 11 und 19 errichtet worden. Die Situation hinsichtlich Bebauung und Verwendung vieler Grundstücke als Lagerplätze oder Standort für Lagerhäuser veränderte sich auch bis 1880 kaum, lediglich die Häuser auf Nr. 5 und 12 waren nun wieder unbewohnt. Die überwiegende Verwendung der Grundstücke auf der Westseite der Allee während dieser Zeit als Lagerplätze ist auch am Mietaufkommen für die Stadt erkennbar. 1882 wurden im Etat der Stadt Einkünfte für die Lagerplätze auf der Berger Allee in Höhe von „Mark 12.540,-“ angeführt.

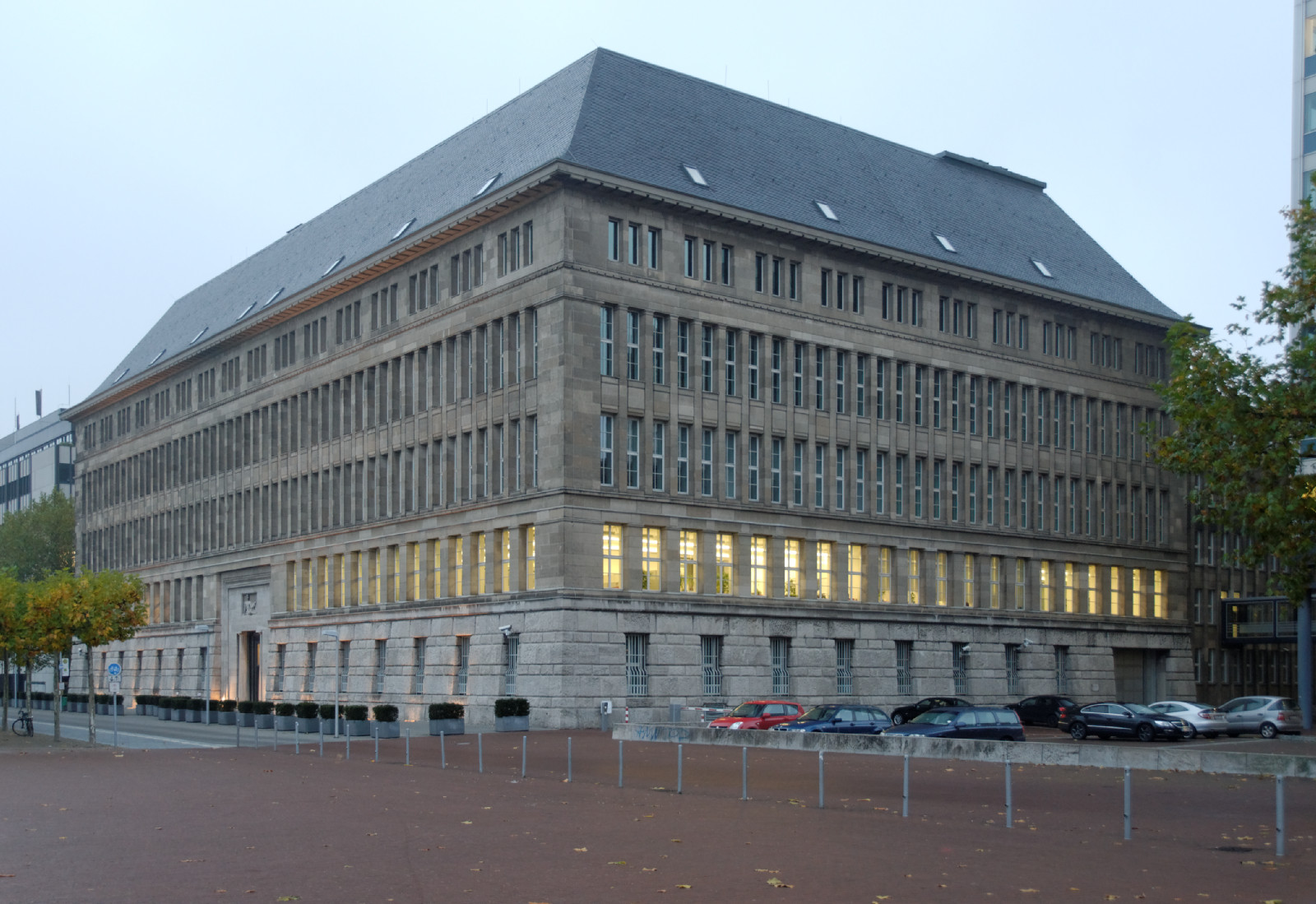
Behrensbau, Blick von Südwesten (Mannesmannufer)

Auch bis 1890 traten nur wenige Veränderungen hinsichtlich Bebauung und Verwendung als Lagerplätze ein. Lediglich auf den Grundstücken Nr. 12 und 25 sind zusätzlich bewohnte Häuser nachweisbar. Eigentümer aller Grundstücke auf der Westseite der Allee war ab Nr. 5 bis Nr. 33 an der Neusser Straße die Stadt. Ende des 19. Jahrhunderts kam es durch den Umbau des Rheinufers ab 1898 und der Anlegung einer neuen Rheinuferpromenade zu einer Umgestaltung der Stadtgebiete im näheren Uferbereich. Die vorhandene Bebauung auf der Ostseite des Rheinufers musste an einigen Stellen weichen. Beispielsweise wurden die Häuser auf der Westseite der Krämerstraße zu dieser Zeit deshalb abgerissen. Die Anpassungen führten auch im Bereich des Berger Ufers (im Juli 1940 in Mannesmannufer umbenannt) zu Änderungen für die Westseite der Allee. Hier wurde die bisherige Nutzung im gesamten Bereich verändert.
Die Häuser und alle Lagerplätze wurden auf dieser Seite abgerissen und aufgehoben und die Breite der Allee angepasst. 1895 wurde das Berger Tor niedergelegt, um die Verkehrsverhältnisse am Beginn der Allee zu verbessern. Weiterhin begann die Allee nach Abriss des Berger Tores nun etwas weiter nördlich direkt an der Bäckerstraße. Durch den Fortfall des Tores wurde das Spee’sche Palais nun zum östlichen Eckgebäude von der Allee mit der Bäckerstraße. 1898 war auf der Westseite nur noch als einziges das Haus Nr. 1 nachweisbar, das sich bis zum Abriss um 1903 als Doppelgebäude bis zur Bäckerstraße als deren Nr. 3 erstreckte. Die Bebauung auf der Ostseite ab Carlsthor war dagegen unverändert geblieben.
Erst ab Mitte der ersten Dekade im neuen Jahrhundert begann eine neue Bauphase auf der westlichen Seite der Allee. Als Neubau Bäckerstraße Nr. 5a ist das westliche Eckgebäude auf dem Eckgrundstück mit der Berger Allee erstmals 1905 nachweisbar. 1907 standen auf den Grundstücken der Allee Nr. 1 bis 3 sowie 7 bis 11 Neubauten, und 1908 waren auf der Westseite die Grundstücke 1 bis 17 durchgehend neu bebaut. Der zwischen 1911 und 1912 gebaute Behrensbau für Mannesmann hatte die Hausnummer Berger Ufer 1b. Da die Rückseite des Gebäudes an der Berger Allee lag, war der Name der Rheinpromenade entscheidend. Gleiches gilt auch für das Landeshaus der rheinischen Provinzverwaltung, das von 1909 bis 1911 gebaut wurde und das zwischen Thomasstraße und Haroldstraße am Berger Ufer lag.

## Nach 1945
Nach dem Zweiten Weltkrieg war im Bereich der Berger Allee nur der Behrensbau stärker von Kriegsschäden betroffen. Bis Anfang der 1950er Jahre endete die Allee unverändert an der Haroldstraße, die ihrerseits am Mannesmannufer begann. Sowohl Johannes-Rau-Platz wie auch der Horionplatz waren zu dieser Zeit nicht vorhanden. Ersterer war noch nicht angelegt worden und für Letzteren wurde erst etwas später das Südende der Allee so umbenannt. Nach Ende der Wiederaufbauphase Ende der 1950er Jahre begann man in der Stadt auch alte Häuser durch neue, häufig auch größere Gebäude zu ersetzen. Hiervon war auch die vorhandene Bausubstanz im Bereich der Berger Allee betroffen und es wurden beispielsweise ein großer Bürokomplex vor dem Behrensbau und ein Hochhaus im Bereich am östlichen Ende der Allee errichtet. Nachfolgend die wichtigsten Änderungen:

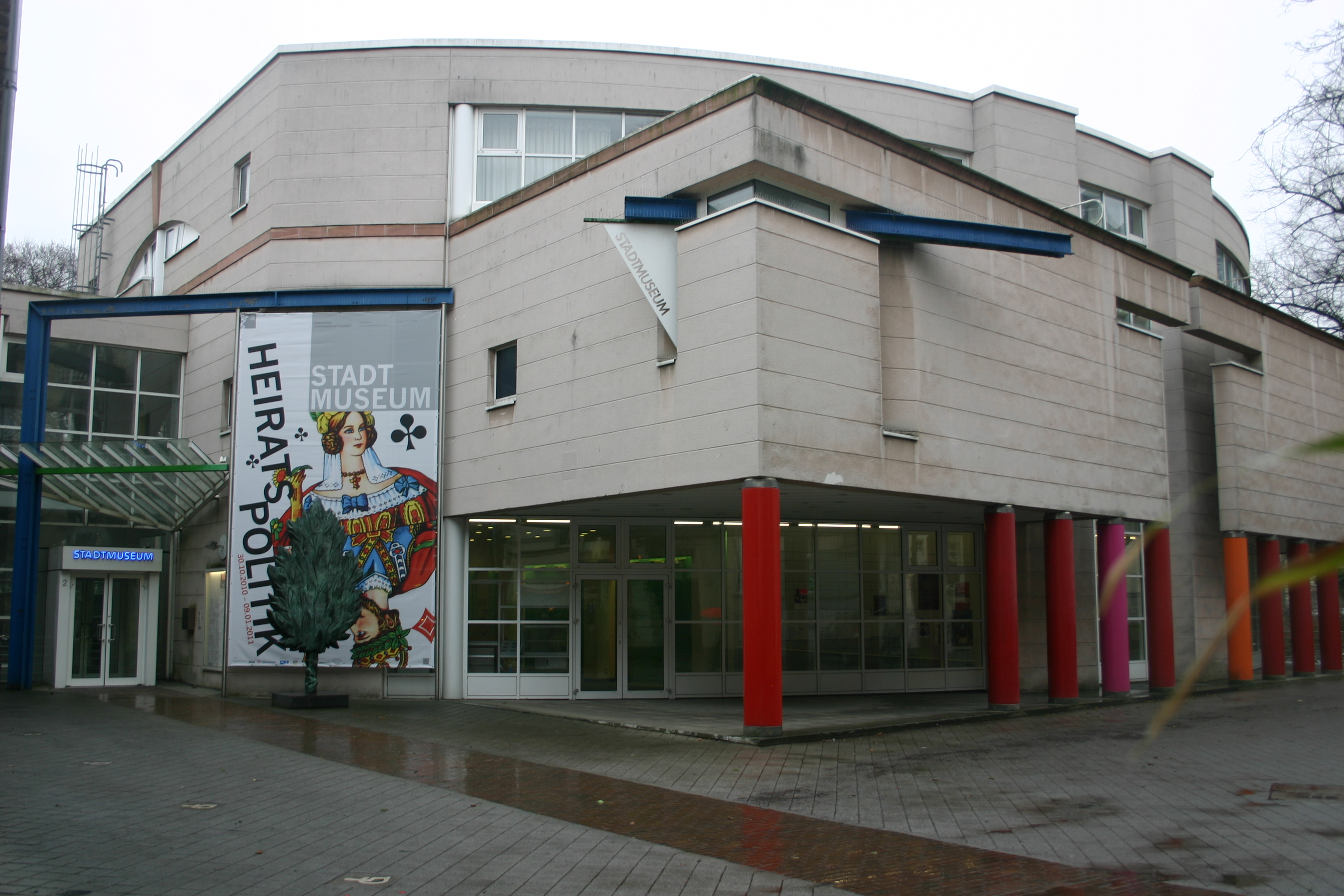
Eingangsbereich des Stadtmuseums an der Berger Allee (2011)

- Gebäude Nr. 1 bis 17: Beim Wiederaufbau wurden die Häuser Berger Allee Nr. 1 und 3 in das neue Eckhaus Bäckerstraße Nr. 5a integriert. Die Gebäude Nr. 5 bis 9 wurden wieder in Stand gesetzt, während die restlichen Häuser bis zum Behrensbau durch den großen Bürokomplex Mannesmannufer Nr. 3 ersetzt worden sind. Dieser neue Gebäudeblock liegt zwischen Mannesmannufer und Berger Allee mit dem Zugang zum Hausportal auf einer neuen breiten Querverbindung zwischen Rheinuferpromenade und Berger Allee.
- Stadtmuseum, Berger Allee Nr. 2: 1958 verlagerte Düsseldorf sein „Stadtgeschichtliches Museum“, ab 1980 Stadtmuseum genannt, in das Palais Spee auf der Bäckerstraße Ecke Berger Allee. 1977 und 1991 wurden mit zwei Bauabschnitten neue Anbauten für dieses Museum am Palais, Bereich Berger Allee, errichtet.
- Behrensbau, Berger Allee Nr. 23: Die Konzernzentrale von Mannesmann lag bis 1958 und der Fertigstellung des südlich daneben errichteten neuen Hochhauses in diesem Gebäude und wurde bis 1999 weiterhin als Bürogebäude verwendet. Der Zugang von Firmenangehörigen und Besuchern zum Gebäude erfolgte wegen des verkehrstechnisch leichteren Zugangs nun von der Berger Allee aus. Nach der Übernahme von Mannesmann durch Vodafone wurde das Gebäude ab 2000 modernisiert und als Bürostandort benutzt. Bereits 2008 erfolgte zusammen mit dem Mannesmann-Hochhaus der Verkauf an die Landesregierung von NRW. Das Gebäude wurde aber weiterhin bis 2012 angemietet und benutzt. Der neue Eigentümer ließ ab 2015 Notunterkünfte in dem Gebäude einrichten und ab Oktober 2015 wurde es für die Unterbringung von Flüchtlingen verwendet.[16] Nach dem Auszug der letzten Flüchtlinge bis Januar 2017 wird das Gebäude zurzeit nicht benutzt.(Stand Sommer 2017)
- Vodafone-Hochhaus, Berger Allee 25: Ab 1958 war dieses neu gebaute Hochhaus Sitz des Konzernvorstandes der Mannesmann AG. Nach der Übernahme von Mannesmann durch Vodafone 1999 wurde das Gebäude modernisiert und war von 2003 bis 2012 Sitz der deutschen Niederlassung von Vodafone. 2008 verkaufte Vodafone das Grundstück mit dem Hochhaus an die Landesregierung von Nordrhein-Westfalen, nutzte aber als Mieter weiterhin das Gebäude. Nach Fertigstellung der neuen Hauptverwaltung für Vodafone Ende 2012 im Stadtteil Heerdt zog ab 2013 das Ministerium für Wirtschaft, Innovation, Digitalisierung und Energie des Landes Nordrhein-Westfalen in das Hochhaus. Seit Anfang 2017 ist geplant, dass am Rheinturm am Hafen auf städtischem Gelände ein neues Hochhaus errichtet wird. Hierfür ist zwischen der Stadt Düsseldorf und der Landesregierung ein Grundstückstausch geplant. Nordrhein-Westfalen soll das Grundstück am Rheinturm übernehmen und die Stadt soll hierfür das Grundstück mit dem Vodafone-Hochhaus erhalten.[17](Stand August 2017)

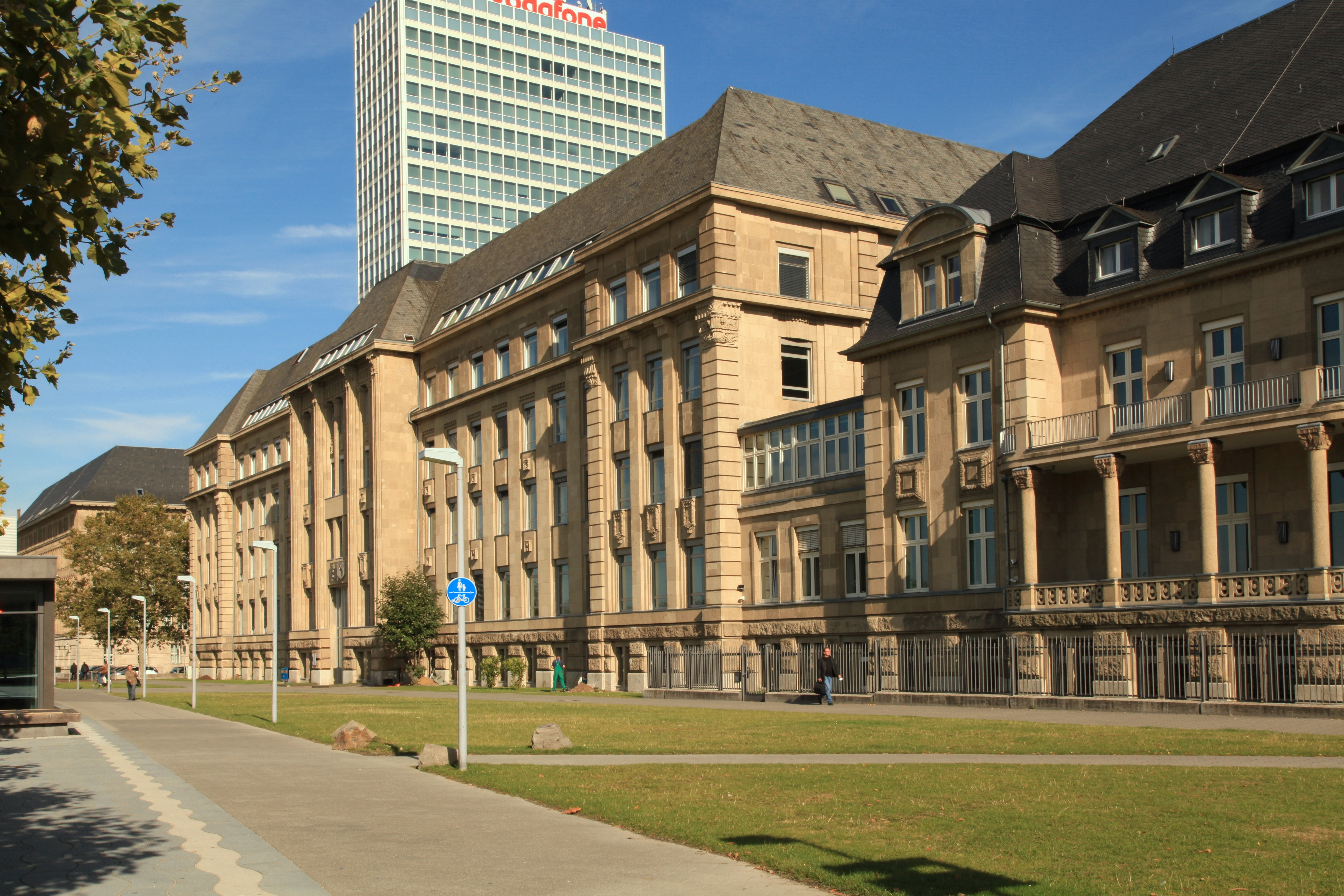
Blick von links nach rechts und der Rheinseite auf Behrensbau, Vodafone-Hochhaus, Landeshaus, Villa Horion

- Landeshaus, Horion-Platz Nr. 1 (alt: Berger Allee Nr. 33): Dieser südlich der Thomasstraße liegende alte aus mehreren Gebäudenbereichen bestehende Bürokomplex des Rheinischen Provinzialverbandes war von Ende 1945 bis 1946 Sitz der Verwaltung für die Provinz Nordrhein. Der Landeshauptmann saß nebenan in der Villa Horion. 1954 bis 1959 war zusätzlich im Landeshaus auch die Zentralverwaltung des Landschaftsverbandes Rheinland bis zum Umzug nach Köln angesiedelt. Nach der Gründung des Landes Nordrhein-Westfalen beherbergte das Landeshaus von 1961 bis 1999 die nordrhein-westfälische Staatskanzlei. Danach hatten verschiedene Ministerien von Nordrhein-Westfalen hier ihren Amtssitz. In der Villa Horion lag nach einer Sanierung ab 1959 von 1961 bis 1999 der Amtssitz des Ministerpräsidenten des Landes. Bis Oktober 2017 wird sowohl der Amtssitz des Ministerpräsidenten wie auch die Staatskanzlei vom Stadttor wieder ins Landeshaus verlegt. Dafür ziehen die im Landeshaus untergebrachte Ministerien für Gesundheit und Heimat aus.[18]
- Gebäude Nr. 2 bis 16: Nach Wiederinstandsetzung der Häuser ab Carltor auf der Berger Allee ergaben sich auch hier nach dem Zweiten Weltkrieg Veränderungen. Das Gebäude Nr. 2 wurde mit dem Eckhaus Carltor Nr. 1 zusammengefasst. Wieder errichtet wurden die Häuser Nr. 4, 6 und 10. Das ehemalige Grundstück Nr. 8 wurde mit Nr. 10 zusammengefasst und ist die postalische Nr. 10. Die restlichen Häuser bis zur Haroldstraße wurden durch das Hochhaus Haroldstraße Nr. 4 ersetzt, dessen Richtfest am 9. Oktober 1958 erfolgte.[19] In diesem Hochhaus ist das NRW-Ministerium für „Kinder, Familien, Flüchtlinge und Integration“ untergebracht. Bis zu Beginn der 1950er Jahre endete die Berger Allee an der Haroldstraße.[15] Allerdings war auch bereits zu dieser Zeit der östliche Bereich vor Landeshaus und Villa Horion platzartig verbreitert, teilweise begrünt und unbebaut. Dieser Bereich wurde nach 1950 in Horionplatz umbenannt und begrenzte nun die Berger Allee an ihrem südlichen Ende. Mit dem Bau des Rheinufertunnels von 1990 bis 1993 wurde die Rheinuferstraße im Bereich Altstadt und Carlstadt für den oberirdischen Autoverkehr überflüssig und der Kreuzungsbereich Haroldstraße/Mannesmann Ufer als normale Verkehrsverbindung aufgehoben. Im Bereich vor der Villa Horion wurde der bisherigen Straßenbereich platzartig umgebaut und der Horionplatz entsprechend vergrößert. 2006 wurde der neue südliche Platzbereich vor der Villa in Johannes-Rau-Platz umbenannt.

Bis Anfang der 2000er Jahre war die gesamte Berger Allee für den Autoverkehr offen. In beiden Richtungen konnte PKWs die Berger Allee bis und von der Haroldstraße zur Bäckerstraße benutzen. Inzwischen ist der Nordteil der Allee bis zum Haus Nr. 9 nur noch ein Fußgängerbereich und eine Durchfahrt ist nicht mehr zulässig.